# Julian Krafftzig
Julian Alexander Krafftzig (* 15. Februar 1977 in Reinbek bei Hamburg) ist ein deutscher Radiomoderator.

## Werdegang
Nach dem Abitur am Hansa-Gymnasium Bergedorf in Hamburg absolvierte Julian Krafftzig den Abschluss „Kommunikationswirt A.V. Medien“ an der Hanseatischen Akademie für Marketing und Medien in Hamburg und arbeitet bei verschiedenen Werbeagenturen und Filmproduktionen. Seine Radiokarriere begann Krafftzig mit einem Praktikum bei NDR 2, worauf 2000 ein Volontariat bei Radio Hamburg folgte. Von 2002 bis 2004 moderierte Krafftzig die Morningshow „Julian und die Frühaufstücker“ bei Radio Energy Region Stuttgart und von 2005 bis 2007 die Vormittagsshow „Julians Job-Connection“ bei bigFM. Von 2007 bis 2011 war Krafftzig als Moderator und „Backup“ für verschiedene Sendungen bei Radio Hamburg tätig, ebenfalls für den Sender von 2009 bis 2011 als Co-Arena Sprecher des Eishockey-Vereins Hamburg Freezers. Von 2011 bis 2013 moderierte Krafftzig die „Nachmittags-Show mit Julian Krafftzig“ bei RPR1.
Seit 2013 moderierte Krafftzig gemeinsam mit Andrea Sparmann „Der Gute Morgen“ bei Ostseewelle und war Leiter der Morningshow. Seit August 2017 ist der Moderator in Schleswig-Holstein beim Radiosender NDR 1 Welle Nord gelandet. Dort moderiert er verschiedene Radiosendungen.

## Auszeichnungen
- 2007: LFK-Medienpreis 2007 der Landesanstalt für Kommunikation Baden-Württemberg in der Kategorie „Information“.

## Belege
- http://www.radiohamburg.de/Programm/Programmschema-Frequenzen/2009/6-bis-9-Uhr-Julian-Krafftzig-Ihr-Start-ins-Wochenende
- http://www.lfk.de/aktuelles/pressecenter/pressemitteilungen/detail/artikel/lfk-medienpreis-2007-verliehen.html